# Frenkel Jenő
Frenkel Jenő (Tasnád, 1902. március 16. – Holon, Izrael, 1989. április 20.) szegedi rabbi, író.

## Élete
Frenkel Ármin és Staub Róza gyermekeként született a Szilágy vármegyei Tasnádon. 1916 és 1926 között a Budapesti Rabbiképző növendéke volt. 1925-ben avatták bölcsészdoktorrá Budapesten, 1927-ben pedig rabbivá. 1926-tól Szegeden működött rabbiként. Cikkei a Magyar-Zsidó Szemlében, az Országos Egyetértésben és a Blau Lajos-féle emlékkönyvben jelennek meg. 1949-ben Izraelbe alijázott, ahol 1963-ig általános iskolai tanárként dolgozott és a magyarajkú bevándoroltakat tömörítő szervezet, a Hitáchdut Olé Hungária elnöke volt.
Felesége Mandler Edit volt, Mandler Vilmos és Rakowitz Ilona lánya, akit 1927. szeptember 11-én Szegeden vett nőül.